# Bunaster lithodes
Bunaster lithodes is een zeester uit de familie Ophidiasteridae.
De wetenschappelijke naam van de soort werd in 1917 gepubliceerd door Walter Kenrick Fisher.